# Jan van Kamer

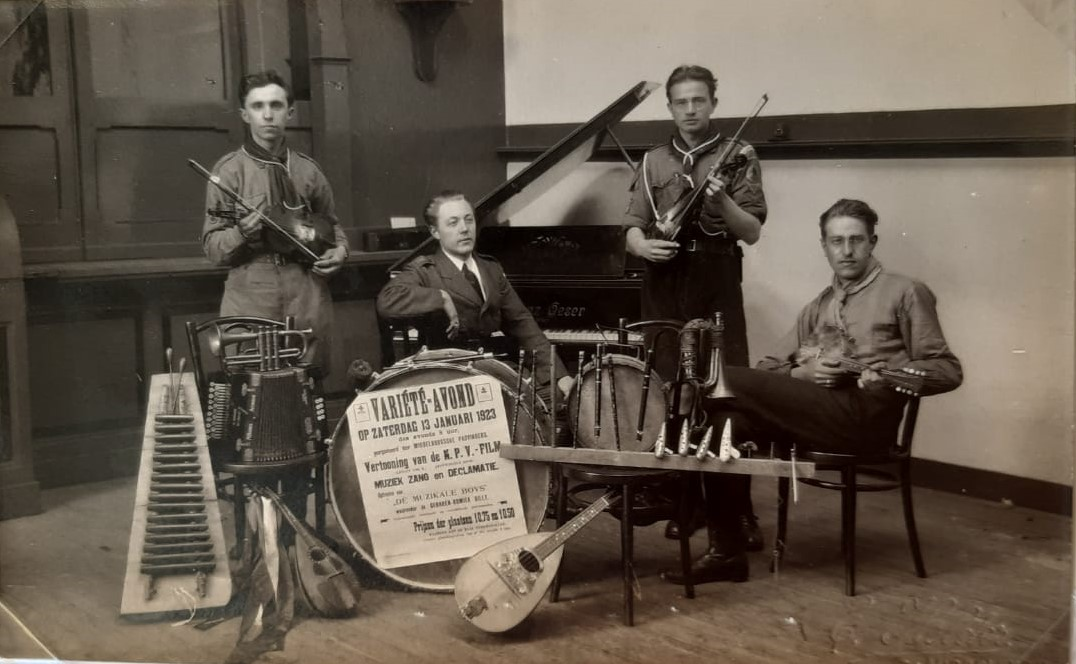
Band van de Middelburgsche Padvinders, 1923. Zittend, links J.J. Meijboom en rechts Jan van Kamer

Johannes Cornelis Franciscus (Jan) van Kamer (Middelburg, 13 oktober 1899 - aldaar, 2 augustus 1965) was een Nederlandse zorgbestuurder en dirigent van zangkoren, een fanfareorkest en andere muziekensembles.
Op de leeftijd van 35 jaar, na reeds 20 jaar bij de Gemeente Middelburg te hebben gewerkt, kreeg hij in 1934 de verantwoordelijkheid over het Burgerlijk Armbestuur. De taken van de gemeente op sociaal gebied waren bescheiden en de organisatorische capaciteit was gering. Jan van Kamer raakte ervan overtuigd dat de gemeente Middelburg meer sociale taken op zich diende te nemen en de organisatorische capaciteit diende te versterken.
De Tweede Wereldoorlog legde de prioriteiten echter bij crisismanagement en burgerbescherming. Daags na het Bombardement op Middelburg was Van Kamer verantwoordelijk voor maaltijd- en kledingdistributie. Ook gedurende de oorlog en aan het eind, tijdens de Inundatie van Walcheren, bleef het accent op distributie van essentiële producten en diensten. Pas in 1948 werd de Dienst Maatschappelijke Zorg opgezet en kon Van Kamer als directeur het sociale beleid van de gemeente in moderne zin vormgeven.
Daarnaast was hij actief op muzikaal vlak. Op 26-jarige leeftijd was hij al dirigent van het kerkkoor Soli Deo Gloria uit Middelburg. Gedurende meer dan 20 jaar, in de jaren '30 en de jaren '50 was hij de dirigent van het fanfareorkest ONDA.

## Biografie

#### Jeugd
Jan van Kamer werd geboren als jongste telg in het gezin van Johannes Balthus van Kamer, commissionair bij het hotel de Nieuwe Doelen, en Pieternella Janse. Na de lagere school ging hij werken en hij deed in de avonduren het zogenaamde herhalingsonderwijs. In 1915, op vijftienjarige leeftijd, werd Van Kamer loopjongen bij de gemeentelijke belastingdienst. Het was het begin van een vijftigjarige loopbaan bij de gemeente. Van Kamer haalde het diploma van de Handelsavondschool op 9 juni 1917. Hij liet zijn aanleg als verenigingsbestuurder reeds vroeg zien: op negentienjarige leeftijd was hij secretaris van de atletiekvereniging M.V.V, gevestigd op zijn huisadres. Hij deed vaak mee aan schietwedstrijden georganiseerd door de Burgerwacht. Deze hobby legde de basis voor zijn deelname aan de burgerbescherming.

#### 1920-1934: Gemeenteambtenaar en musicus
In 1920 kreeg Van Kamer een vaste aanstelling bij de belastingdienst en in 1924 stapte hij over naar de Gemeentereiniging. Ook bleef hij studeren: in januari 1924 slaagde hij voor het examen boekhouden van de Vereniging van Leraren. Vier jaar later werd Van Kamer boekhouder bij de Dienst Gemeentewerken.
Van Kamer was een fervent musicus. Hij begon als lid van de drumband opgericht door J.J. Meijboom binnen de Berdenis van Berlekomgroep, een van de oudste scoutinggroepen van Nederland. Met deze collega´s vormde hij de band van de Middelburgsche Padvinders die op 14 januari 1923 een variété avond verzorgden. Van Kamer was lid van de christelijke zangvereniging Soli Deo Gloria uit Middelburg en speelde viool. Met zijn basstem zong hij ook wel eens solo. In 1925 werd Van Kamer dirigent van het koor. Daar leerde hij Anna H. van Driel kennen met wie hij in 1928 trouwde. Het echtpaar kreeg tussen 1933 en 1943 zeven kinderen. Als dirigent was Van Kamer autodidact, hetgeen hem niet verhinderde om ook de leiding van de Zangvereniging Hoop op Zegen van de Christelijke Werkmansbond in Vlissingen op zich te nemen. Pas in 1931 nam hij een cursus koordirigent.
In 1930 werd Van Kamer dirigent van het christelijk muziekkorps O.N.D.A. ("Oefening Na Den Arbeid"), tegenwoordig de Christelijke Brassband Middelburg. Hij zou dit in eerste instantie blijven tot 1941. Ook bespeelde hij wel eens het carillon van de abdijtoren als de beiaardier verlof nam. Tot midden jaren '30 bleef hij tevens dirigent van het kerkkoor.

#### 1934-1940: Secretaris van het Burgerlijk Armbestuur: slotakkoord van een verouderd idee en ontwikkeling van een toekomstvisie
In 1934 verliet Van Kamer de Dienst Gemeentewerken vanwege zijn benoeming tot secretaris van het Burgerlijk Armbestuur te Middelburg. In die tijd functioneerde het Burgerlijk Armbestuur op basis van de Armenwet. De principes daarvan waren in 1854 vastgelegd en in 1912 slechts licht gewijzigd. Zorg was in principe een rol van particuliere instellingen, met name van de kerken. De gemeente had volgens de wet uit 1912 een beperkte rol in de vorm van informatieverzameling en coördinatie. Het beleid kwam neer op bedeling. In de praktijk werden gemeentes echter gaandeweg gedwongen om een grotere rol te gaan spelen. Daar waren de Burgerlijke Armbesturen organisatorisch noch financieel op voorbereid.
Van Kamer raakte er al snel van overtuigd dat, net zoals dat reeds had plaatsgevonden in de grotere gemeentes in Nederland, het beleid van de gemeente Middelburg moest veranderen van bedeling naar maatschappelijke zorg en dat het Burgerlijk Armbestuur opgewaardeerd moest worden tot een Sociale Dienst. Het zou tot 1948 duren vóór die visie in Middelburg gestalte kreeg.
In 1934 trad Van Kamer toe tot het bestuur van de Middelburgse Burgerwacht. In maart 1935 hield hij voor deze club een redevoering over het luchtgevaar. Zijn hobby als schutter kreeg een nieuwe dimensie in 1937 toen hij het jachtrecht huurde op het vroon van Groot-Valkenisse.

#### 1940-1944: Secretaris van Maatschappelijke Hulp, oorlog en crisismomenten
De strijd in Zeeland mondde uit in het Bombardement op Middelburg. Zeshonderd gebouwen brandden af en vele mensen raakten dakloos. Er vielen slechts 11 slachtoffers omdat het gemeentebestuur op 14 Mei opdracht had gegeven de stad te evacueren.
Burgemeester Jan van Walré de Bordes bleef op zijn post en met hem Jan van Kamer. Het Burgerlijk Armbestuur kreeg de zorg voor de coördinatie van distributie van maaltijden en eerste levensbehoeften. Van Kamer was als geen ander thuis in de versnipperde wereld van Middelburgse zorginstellingen en vond praktische oplossingen in deze extreme situatie.
Op 31 januari 1941 werd Van Kamer benoemd tot secretaris van de Armenraad, de vergadering van particuliere zorginstellingen. Met ingang van 1 januari 1942 werd het Burgerlijk Armbestuur vervangen door de Burgerlijke Instelling voor Maatschappelijk Hulpbetoon met Van Kamer als secretaris-penningmeester in de rang van Commies eerste klasse. Daarmee waren Van Kamer´s verantwoordelijkheden voor de uitvoering van de zorg danig uitgebreid. Hij werd ook lid van het Middelburgs Hulpcomité, dat tot na de bevrijding actief zou blijven. In oktober 1942 nam Van Walré de Bordes ontslag en werd vervangen door Adriaan Meerkamp van Embden. Van Kamer zag zich genoodzaakt om bepaalde aspecten van het werk voor de nieuwe burgemeester en de bezetter verborgen te houden. Zijn naam is nooit in verband gebracht met het verzet, zelfs niet in relatie tot de overval op het distributiekantoor in Sint Laurens in December 1943.
In oktober 1944 vond de Inundatie van Walcheren plaats als onderdeel van de Slag om de Schelde. Het Middelburgse zorgstelsel werd wederom op de proef gesteld door de toevloed van mensen uit ondergestroomde huizen uit de omgeving. In deze opnieuw extreme situatie nam Van Kamer onder andere het initiatief om in het catechisatielokaal aan het Koorkerkhof een provisorische kraamkliniek in te richten die zich met de tijd zou consolideren als de Gemeentelijke Kraamkliniek op het Noordbolwerk. Op 6 November werd Middelburg bevrijd.

#### 1944 - 1948: Hoofd Bureau Sociale Dienst: sociaal herstel en beleidsvernieuwing
Onmiddellijk na de bevrijding van Middelburg werd Van Kamer benoemd tot Hoofd van het Bureau Sociale Zaken. Een van de eerste activiteiten betrof het verzorgen van uitzendingen van kinderen uit bevrijde gebieden naar Engeland om aan te sterken. Van Kamer was lid van de organiserende Comités op plaatselijk en provinciaal niveau. Ook was hij betrokken bij het Comité dat uit het buitenland ontvangen goederen, in het bijzonder textiel, distribueerde. Zijn ideeën over het sociaal en maatschappelijk werk zette van Kamer uiteen tijdens een bijeenkomst van de Bond voor Gemeenteambtenaren in de raadszaal van het Stadhuis.
Op 18 oktober 1948 werd publiek gemaakt dat Middelburg een Dienst voor Maatschappelijke Zorg kreeg en dat J.C.F. van Kamer de Directeur werd. Aan de nieuwe Dienst werd opgedragen: "de verlening van ondersteuning in geld of op andere wijze, de geneeskundige verzorging en verpleging in en buiten ziekenhuizen en inrichtingen, de verzorging en verpleging van krankzinnigeninrichtingen (sic), de duurzame verzorging van minderjarigen in en buiten gestichten, de zorg voor ouden van dagen, gebrekkigen, onvolwaardige arbeidskrachten en maatschappelijk ongeschikten, etc." De visie van Van Kamer had gestalte gekregen.
Op 2 april 1949 hernam Van Kamer zijn functie als directeur van de Christelijke Muziekvereniging O.N.D.A.

#### 1948 - 1964: Directeur Dienst Maatschappelijke Zorg: de uitvoering van een ideaal
Als Directeur van Maatschappelijke Zorg ontplooide Van Kamer een breed scala aan initiatieven.
Een consultatiebureau voor zuigelingen- en kleuterzorg werd opgezet. Een ophaaldienst voor afvalstoffen werd opgericht, met het oog op werkverschaffing. Deze zelfde arbeidskrachten werden ingezet om het terrein voor Miniatuur Walcheren te prepareren. De Stichting van Werkplaatsen voor minder valide arbeidskrachten in Zeeland werd in het leven geroepen. Nieuwe werkplaatsen werden opgebouwd. Van Kamer werd Directeur van de Gemeentelijke Volkscredietbank te Middelburg, In deze periode waren er ook crisismomenten, zoals de watersnoodramp: Van Kamer kreeg de verantwoordelijkheid voor de opvang van evacués in Middelburg en de organisatie van kledinguitdeling.
Daarnaast bleef Van Kamer bijzonder actief op muzikaal terrein. Met het fanfareorkest O.N.D.A. gaf hij vele optredens. In 1961 trad hij om gezondheidsredenen af als dirigent na in totaal 23 jaar het orkest gedirigeerd te hebben. Van Kamer was een van de tien schutspatronen die de Middelburgse Kring van Draaiorgelvrienden vormden die het draaiorgel De Sater aanschaften. Ook dirigeerde Van Kamer een ensemble voor kamermuziek, de Kamerclub genaamd. In de laatste periode werd Van Kamer wederom koordirigent, ditmaal van het Gereformeerd Evangelisch Zangkoor.
Op 1 augustus 1960 werd Van Kamer benoemd tot Ridder in de Orde van Oranje Nassau. Op 31 oktober 1964 verleende de gemeente Middelburg hem eervol ontslag vanwege het behalen van de pensioengerechtigde leeftijd. De burgemeester Johan de Widt zei bij die gelegenheid dat Van Kamer "zich nuttig had gemaakt in moeilijke tijden".
In 1965 werd de Armenwet afgeschaft en kwam de Bijstandswet ervoor in de plaats. Van Kamer had in Middelburg de brug gelegd van bedeling naar sociale zekerheid.

## Overige functies
Gerelateerd aan zijn functies als hoofd van de zorgafdeling van de gemeente, vervulde Van Kamer talloze andere functies.
- 1936 lid van het bestuur van de Vereniging ter bestrijding van de tuberculose in Middelburg.[40]
- 1940 secretaris van de Centrale Vereniging ter bestrijding van tuberculose op Walcheren.
- 1945 lid van de commissie tot wering van schoolverzuim.[41]
- 1946 lid van het lokale Comité van het Prins Bernhard-Fonds tot herstel van de geestelijke weerbaarheid van het Nederlandse volk.[42]
- 1946: Waarnemend voorzitter Districtsraad voor het Consumentenkrediet[43]
- 1946: Lid van de Herstelraad[44]
- 1946: Commissaris van de Coöperatieve Crediet- Spaar- en Depositiebank voor Zeeland G.A.
- 1947: tweede voorzitter van het Nationale Inspanning Welzijnsverzorging Indië (N.I.W.I.N.) comité
- 1947: Vicevoorzitter Commissie Noodwet Ouderdomsvoorziening.[45]
- 1947: Bestuurslid Vereniging Zeeuwse Hulp (voor gezinnen van oorlogsslachtoffers)[46]
- 1948: Lid van de Demobilisatieraad[47]
- 1948: Secretaris van het plaatselijk Comité voor het huldeblijk aan H.M. de Koningin[48]
- 1949: Bestuurslid en secretaris- penningmeester Groene Kruisvereniging[49]
- 1949: Secretaris van het plaatselijk comité van het Koningin Wilhelminafonds.
- 1949: Docent op de eerste cursus voor Maatschappelijk Werker[50]
- 1951: lid van de Culturele commissie van de Stichting Rusthuizen Walcheren[51]
- 1952: Kringhoofd Burgerbescherming Walcheren
- 1954: Correspondent van de Stichting voor opleiding van Maatschappelijk werkers.
- 1955: Lid, bestuur Stichting Werkplaatsen Walcheren.[52]
- 1956: mede-opsteller van het pre-advies over "Plaats en taak van de gemeentelijke overheid op het terrein van de sociale revalidatie".[53]
- 1958: Voorzitter Vereniging van Directeuren van Overheidsorganen voor Sociale Arbeid in Zeeland (DIVOSA)[54]
- 1961: Voorzitter Bestuur Stichting Bejaardencentrum[55]
- 1962: Lid commissie onderzoek verbetering huisvesting[56]